# Estadio Coco Bordi
El Estadio Coco Bordi, es un estadio de fútbol perteneciente al Club Atlético Olimpo Asociación Mutual, ubicado en la localidad de Laborde de la provincia de Córdoba, Argentina.

## Inauguración
Fue inaugurado el 21 de febrero de 2021 ante Defensores de San Antonio de Litin, en los octavos de final (vuelta), por el Provincial.
El primer gol en el recinto lo convirtió Erick Maldonado a los 76' y Carlos Serial selló el marcador a los 87'.
El partido finalizó 2 a 0 a favor de Olimpo, pero se definió por penales al ganar Defensores de San Antonio de Litin 3 a 1 el partido de ida. Olimpo 2 (3) -  (1) 0 Defensores.
Ese día, Olimpo formó con: Nicolás Piacenza; Gabriel Nardín, Franco Lucero, Wilson Cogo y Lucas Caudana; Carlos Herrera, Lautaro Mansilla, Franco Eichörn y Erick Maldonado; Héctor Baini; Carlos Serial. DT: Gustavo Vanerio.
Ingresaron: Emanuel Delgado por Lautaro Mansilla, Ignacio Bordi por Carlos Herrera.
Definición por penales: en Olimpo anotaron Serial, Delgado y Eichörn; mientras que el arquero Frey contuvo el disparo de Baini.  En Defensores anotó Cabral, el disparo de Rosales dio en el palo, y los remates de Giachero y Fernández fueron atajados por Piacenza.

## Datos
Inauguración: 21 de febrero de 2021.

Ubicación: calle Alvear entre Pueyrredon y Rivadavia. 

Capacidad: 3000 espectadores. 

Dimensiones: 100 m x 70 m.

Iluminación: 6 torres de 15 metros de altura, con 18 reflectores LED de aluminio, 800W, 80000 lumens cada uno. 1440000 lumens en total.

## Eventos importantes
El día 11 de abril de 2021, Olimpo se consagró campeón del Provincial derrotando a Almafuerte de (Las Varillas); 5 a 1 de visitante por el partido de ida, con tres goles de Héctor Baini y dos de Carlos Serial, y 1 a 0 de local por el partido de vuelta con gol de Héctor Baini a los 11', para un resultado global de 6 a 1 a favor.
Carlos Serial, fue el goleador del certamen 2020/21, convirtiendo 10 goles. Para así convertirse en el máximo goleador de la historia del  Provincial. En el campeonato 2014 convirtió 15 goles (récord de goles en un mismo torneo), para un total de 25 goles.